# Buxus hildebrandtii
Buxus hildebrandtii är en buxbomsväxtart som beskrevs av Henri Ernest Baillon. Buxus hildebrandtii ingår i släktet buxbomar, och familjen buxbomsväxter. Inga underarter finns listade i Catalogue of Life.